# Bodonematidae
Bodonematidae é uma família de nematóides pertencentes à ordem Araeolaimida.
Género:
- Bodonema Jensen, 1991